# 穆罕默德鎮區 (伊利諾伊州尚佩恩縣)
穆罕默德鎮區（英語：Mahomet Township）是位於美國伊利諾伊州尚佩恩縣的一個行政鎮區。

## 地方資料
根據2010年美國人口普查的數據，穆罕默德鎮區的面積為86.10平方千米，當中陸地面積為85.30平方千米，而水域面積為0.80平方千米。當地共有人口13467人，而人口密度為每平方千米156.41人。